# Liga Rafaelina de Fútbol 2019

## Primera A
Comenzó el jueves 14 de marzo con 2 adelantos y comenzó oficialmente el domingo 17 de marzo.
El nuevo participante es el Club Atlético Talleres de María Juana, que se consagró campeón Absoluto de Primera B 2018 obteniendo así el ascenso.
Participan 14 equipos y la competición se dividirá en dos Torneos llamados “Apertura” y “Clausura”, y al finalizar ambos torneos, se definirá el Torneo “Absoluto”.

### Torneo Apertura

#### Tabla de posiciones
| Pos. | Equipo            | Pts. | PJ | PG | PE | PP | GF | GC | Dif. |
| ---- | ----------------- | ---- | -- | -- | -- | -- | -- | -- | ---- |
| 01.º | Sportivo Norte    | 10   | 4  | 3  | 1  | 0  | 11 | 4  | 7    |
| 02.º | Atl. Rafaela      | 9    | 4  | 3  | 0  | 1  | 11 | 4  | 7    |
| 03.º | Ben Hur           | 9    | 4  | 3  | 0  | 1  | 11 | 5  | 6    |
| 04.º | Dep. Tacural      | 8    | 4  | 2  | 2  | 0  | 10 | 5  | 5    |
| 05.º | 9 de Julio        | 7    | 4  | 2  | 1  | 1  | 6  | 5  | 1    |
| 06.º | Ferro             | 6    | 4  | 2  | 0  | 2  | 8  | 6  | 2    |
| 07.º | Brown             | 6    | 4  | 1  | 3  | 0  | 4  | 2  | 2    |
| 08.º | Unión             | 5    | 4  | 1  | 2  | 1  | 3  | 3  | 0    |
| 09.º | Florida           | 4    | 4  | 1  | 1  | 2  | 7  | 8  | −1   |
| 10.º | Libertad          | 4    | 4  | 1  | 1  | 2  | 5  | 7  | −2   |
| 11.º | Dep. Ramona       | 4    | 4  | 1  | 1  | 2  | 3  | 5  | −2   |
| 12.º | Argentino Quilmes | 3    | 4  | 1  | 0  | 3  | 5  | 11 | −6   |
| 13.º | Peñarol           | 1    | 4  | 0  | 1  | 3  | 0  | 8  | −8   |
| 14.º | Talleres          | 1    | 4  | 0  | 1  | 3  | 2  | 13 | −11  |

|  | El equipo que ocupe esta posición al final del torneo será campeón del Torneo Apertura 2019. |

#### Resultados[5]
| Dep. Ramona    | 0 - 0 | Brown             |
| Atl. Rafaela   | 3 - 0 | Argentino Quilmes |
| Ferro          | 3 - 0 | 9 de Julio        |
| Unión          | 1 - 0 | Libertad          |
| Ben Hur        | 4 - 0 | Peñarol           |
| Sportivo Norte | 2 - 2 | Dep. Tacural      |
| Talleres       | 2 - 2 | Florida           |

| Talleres          | 0 - 1 | Dep. Ramona    |
| Florida           | 2 - 3 | Sportivo Norte |
| Dep. Tacural      | 4 - 0 | Ben Hur        |
| Peñarol           | 0 - 0 | Unión          |
| Libertad          | 3 - 2 | Ferro          |
| 9 de Julio        | 3 - 2 | Atl. Rafaela   |
| Argentino Quilmes | 1 - 3 | Brown          |

| Dep. Ramona    | 2 - 4 | Argentino Quilmes |
| Brown          | 0 - 0 | 9 de Julio        |
| Atl. Rafaela   | 3 - 1 | Libertad          |
| Ferro          | 1 - 0 | Peñarol           |
| Unión          | 1 - 1 | Dep. Tacural      |
| Ben Hur        | 2 - 1 | Florida           |
| Sportivo Norte | 5 - 0 | Talleres          |

| Sportivo Norte | 1 - 0 | Dep. Ramona       |
| Talleres       | 0 - 5 | Ben Hur           |
| Florida        | 2 - 1 | Unión             |
| Dep. Tacural   | 3 - 2 | Ferro             |
| Peñarol        | 0 - 3 | Atl. Rafaela      |
| Libertad       | 1 - 1 | Brown             |
| 9 de Julio     | 3 - 0 | Argentino Quilmes |

| Dep. Ramona    | - | Argentino Quilmes |
| Brown          | - | 9 de Julio        |
| Atl. Rafaela   | - | Libertad          |
| Ferro          | - | Peñarol           |
| Unión          | - | Dep. Tacural      |
| Ben Hur        | - | Florida           |
| Sportivo Norte | - | Talleres          |

| Sportivo Norte | - | Dep. Ramona       |
| Talleres       | - | Ben Hur           |
| Florida        | - | Unión             |
| Dep. Tacural   | - | Ferro             |
| Peñarol        | - | Atl. Rafaela      |
| Libertad       | - | Brown             |
| 9 de Julio     | - | Argentino Quilmes |

| Dep. Ramona    | - | Argentino Quilmes |
| Brown          | - | 9 de Julio        |
| Atl. Rafaela   | - | Libertad          |
| Ferro          | - | Peñarol           |
| Unión          | - | Dep. Tacural      |
| Ben Hur        | - | Florida           |
| Sportivo Norte | - | Talleres          |

| Sportivo Norte | - | Dep. Ramona       |
| Talleres       | - | Ben Hur           |
| Florida        | - | Unión             |
| Dep. Tacural   | - | Ferro             |
| Peñarol        | - | Atl. Rafaela      |
| Libertad       | - | Brown             |
| 9 de Julio     | - | Argentino Quilmes |

| Dep. Ramona    | - | Argentino Quilmes |
| Brown          | - | 9 de Julio        |
| Atl. Rafaela   | - | Libertad          |
| Ferro          | - | Peñarol           |
| Unión          | - | Dep. Tacural      |
| Ben Hur        | - | Florida           |
| Sportivo Norte | - | Talleres          |

| Sportivo Norte | - | Dep. Ramona       |
| Talleres       | - | Ben Hur           |
| Florida        | - | Unión             |
| Dep. Tacural   | - | Ferro             |
| Peñarol        | - | Atl. Rafaela      |
| Libertad       | - | Brown             |
| 9 de Julio     | - | Argentino Quilmes |

| Dep. Ramona    | - | Argentino Quilmes |
| Brown          | - | 9 de Julio        |
| Atl. Rafaela   | - | Libertad          |
| Ferro          | - | Peñarol           |
| Unión          | - | Dep. Tacural      |
| Ben Hur        | - | Florida           |
| Sportivo Norte | - | Talleres          |

| Sportivo Norte | - | Dep. Ramona       |
| Talleres       | - | Ben Hur           |
| Florida        | - | Unión             |
| Dep. Tacural   | - | Ferro             |
| Peñarol        | - | Atl. Rafaela      |
| Libertad       | - | Brown             |
| 9 de Julio     | - | Argentino Quilmes |

| Ferro             | - | Dep. Ramona        |
| Dep. Tacural      | - | Libertad           |
| Argentino Quilmes | - | Brown              |
| Peñarol           | - | 9 de Julio         |
| Ben Hur           | - | Atl. Rafaela       |
| Florida           | - | Sportivo Norte     |
| Unión             | - | Argentino Humberto |

| Pos  | Jugadores              | Equipos           | Goles |
| ---- | ---------------------- | ----------------- | ----- |
| 1.º  | Aguirre Matías         | Sportivo Norte    | 6     |
| 2.º  | Mandrile Andrés        | Dep. Tacural      | 4     |
| 3.º  | Cappeletti Román       | Atl. Rafaela      | 3     |
| 4.º  | Carrizo Alejandro      | Ferro             | 3     |
| 5.º  | Paire Pablo            | Florida           | 3     |
| 6.º  | Palomeque Pablo        | Ben Hur           | 3     |
| 7.º  | Andretich Pablo        | Florida           | 2     |
| 8.º  | Bustamante Maximiliano | Brown             | 2     |
| 9.º  | Galván Brian           | Dep. Tacural      | 2     |
| 10.º | Muñoz Kevin            | Libertad          | 2     |
| 11.º | Nuñez José             | 9 de Julio        | 2     |
| 12.º | Olivera Rodrigo        | Sportivo Norte    | 2     |
| 13.º | Peralta Nicolás        | Atl. Rafaela      | 2     |
| 14.º | Romero Fernando        | Ferro             | 2     |
| 15.º | Sosa Franco            | Argentino Quilmes | 2     |
| 16.º | Vera Nahuel            | Ben Hur           | 2     |
| 17.º | Ynfante Ignacio        | Ben Hur           | 2     |

## Primera B
Comenzó el domingo 24 de marzo y finalizará a finales de año.
El nuevo participante es el Argentino Football Club Humberto 1, que descendió al terminar último en la tabla de promedios de Primera A 2018.
Participan 18 equipos divididos en Zona Norte y Zona Sur, cada zona juega sus torneos por separado. La competición constará de tres Torneos: "Preparación", "Apertura" y "Clausura". Al finalizar los tres Torneos, se jugará la etapa final por el Ascenso a Primera “A” que coronará al campeón del año 2019.

### Torneo Preparación Zona Norte

#### Tabla de posiciones
| Pos. | Equipo                      | Pts. | PJ | PG | PE | PP | GF | GC | Dif. |
| ---- | --------------------------- | ---- | -- | -- | -- | -- | -- | -- | ---- |
| 01.º | Dep. Aldao                  | 9    | 3  | 3  | 0  | 0  | 10 | 4  | 6    |
| 02.º | Independiente San Cristóbal | 6    | 3  | 2  | 0  | 1  | 7  | 6  | 1    |
| 03.º | Sportivo Roca               | 6    | 3  | 2  | 0  | 1  | 5  | 5  | 0    |
| 04.º | Moreno                      | 4    | 3  | 1  | 1  | 1  | 8  | 7  | 1    |
| 05.º | Argentino Humberto          | 3    | 3  | 0  | 3  | 0  | 7  | 7  | 0    |
| 06.º | Independiente Ataliva       | 2    | 2  | 0  | 2  | 0  | 1  | 1  | 0    |
| 07.º | Tiro Federal                | 1    | 2  | 0  | 1  | 1  | 0  | 2  | −2   |
| 08.º | Argentino Vila              | 1    | 3  | 0  | 1  | 2  | 4  | 8  | −4   |
| 09.º | Dep. Bella Italia           | 0    | 2  | 0  | 0  | 2  | 3  | 5  | −2   |

|  | El equipo que ocupe esta posición al final del torneo será campeón del Torneo Preparación Zona Norte 2019. |

#### Resultados
| Moreno                       | 2 - 0 | Tiro Federal       |
| Argentino Vila               | 3 - 3 | Argentino Humberto |
| Independiente San Cristóbal  | 0 - 3 | Dep. Aldao         |
| Dep. Bella Italia            | 1 - 2 | Sportivo Roca      |
| Libre: Independiente Ataliva |       |                    |

| Sportivo Roca            | 1 - 4 | Independiente San Cristóbal |
| Dep. Aldao               | 3 - 1 | Argentino Vila              |
| Argentino Humberto       | 3 - 3 | Moreno                      |
| Tiro Federal             | 0 - 0 | Independiente Ataliva       |
| Libre: Dep. Bella Italia |       |                             |

| Independiente Ataliva       | 1 - 1 | Argentino Humberto |
| Moreno                      | 3 - 4 | Dep. Aldao         |
| Argentino Vila              | 0 - 2 | Sportivo Roca      |
| Independiente San Cristóbal | 3 - 2 | Dep. Bella Italia  |
| Libre: Tiro Federal         |       |                    |

| Dep. Bella Italia                  | - | Argentino Vila        |
| Sportivo Roca                      | - | Moreno                |
| Dep. Aldao                         | - | Independiente Ataliva |
| Argentino Humberto                 | - | Tiro Federal          |
| Libre: Independiente San Cristóbal |   |                       |

| Tiro Federal              | - | Dep. Aldao                  |
| Independiente Ataliva     | - | Sportivo Roca               |
| Moreno                    | - | Dep. Bella Italia           |
| Argentino Vila            | - | Independiente San Cristóbal |
| Libre: Argentino Humberto |   |                             |

| Independiente San Cristóbal | - | Moreno                |
| Dep. Bella Italia           | - | Independiente Ataliva |
| Sportivo Roca               | - | Tiro Federal          |
| Dep. Aldao                  | - | Argentino Humberto    |
| Libre: Argentino Vila       |   |                       |

| Argentino Humberto    | - | Sportivo Roca               |
| Tiro Federal          | - | Dep. Bella Italia           |
| Independiente Ataliva | - | Independiente San Cristóbal |
| Moreno                | - | Argentino Vila              |
| Libre: Dep. Aldao     |   |                             |

| Argentino Vila              | - | Independiente Ataliva |
| Independiente San Cristóbal | - | Tiro Federal          |
| Dep. Bella Italia           | - | Argentino Humberto    |
| Sportivo Roca               | - | Dep. Aldao            |
| Libre: Moreno               |   |                       |

| Dep. Aldao            | - | Dep. Bella Italia           |
| Argentino Humberto    | - | Independiente San Cristóbal |
| Tiro Federal          | - | Argentino Vila              |
| Independiente Ataliva | - | Moreno Lehmann              |
| Libre: Sportivo Roca  |   |                             |

#### Goleadores - Zona Norte
| Pos | Jugadores       | Equipos                     | Goles |
| --- | --------------- | --------------------------- | ----- |
| 1.º | Zamar Alexis    | Argentino Humberto          | 2     |
| 2.º | Dondo Nicolás   | Argentino Vila              | 2     |
| 3.º | Bonafede Ulises | Dep. Aldao                  | 2     |
| 4.º | Díaz Gonzalo    | Independiente San Cristóbal | 2     |
| 5.º | Ponte Guillermo | Dep. Aldao                  | 2     |
| 6.° | Penz Mariano    | Argentino Humberto          | 2     |
| 7.° | Acosta Silvio   | Moreno                      | 2     |

### Torneo Preparación Zona Sur

#### Tabla de posiciones
| Pos. | Equipo            | Pts. | PJ | PG | PE | PP | GF | GC | Dif. |
| ---- | ----------------- | ---- | -- | -- | -- | -- | -- | -- | ---- |
| 01.º | Bochófilo Bochazo | 9    | 3  | 3  | 0  | 0  | 6  | 3  | 3    |
| 02.º | La Hidráulica     | 7    | 3  | 2  | 1  | 0  | 5  | 2  | 3    |
| 03.º | Sp. Libertad      | 6    | 3  | 2  | 0  | 1  | 7  | 4  | 3    |
| 04.º | Atl. María Juana  | 4    | 3  | 1  | 1  | 1  | 4  | 4  | 0    |
| 05.º | Sp. Santa Clara   | 3    | 2  | 1  | 0  | 1  | 3  | 3  | 0    |
| 06.º | Atl. Esmeralda    | 2    | 3  | 0  | 2  | 1  | 3  | 6  | −3   |
| 07.º | Zenón Pereyra FC  | 1    | 2  | 0  | 1  | 1  | 2  | 3  | −1   |
| 08.º | Dep. Josefina     | 1    | 3  | 0  | 1  | 2  | 2  | 5  | −3   |
| 06.º | San Martín        | 0    | 2  | 0  | 0  | 2  | 2  | 4  | −2   |

|  | El equipo que ocupe esta posición al final del torneo será campeón del Torneo Preparación Zona Sur 2019. |

#### Resultados
| La Hidráulica     | 2 - 1 | Sp. Santa Clara  |
| Bochófilo Bochazo | 2 - 1 | Atl. María Juana |
| Atl. Esmeralda    | 0 - 0 | Dep. Josefina    |
| Zenón Pereyra FC  | 1 - 2 | Sp. Libertad     |
| Libre: San Martín |       |                  |

| Sp. Libertad            | 5 - 2 | Atl. Esmeralda    |
| Dep. Josefina           | 2 - 3 | Bochófilo Bochazo |
| Atl. María Juana        | 1 - 1 | La Hidráulica     |
| Sp. Santa Clara         | 2 - 1 | San Martín        |
| Libre: Zenón Pereyra FC |       |                   |

| San Martín             | 1 - 2 | Atl. María Juana |
| La Hidráulica          | 2 - 0 | Dep. Josefina    |
| Bochófilo Bochazo      | 1 - 0 | Sp. Libertad     |
| Atl. Esmeralda         | 1 - 1 | Zenón Pereyra FC |
| Libre: Sp. Santa Clara |       |                  |

| Zenón Pereyra FC      | - | Bochófilo Bochazo |
| Sp. Libertad          | - | La Hidráulica     |
| Dep. Josefina         | - | San Martín        |
| Atl. María Juana      | - | Sp. Santa Clara   |
| Libre: Atl. Esmeralda |   |                   |

| Sp. Santa Clara         | - | Dep. Josefina    |
| San Martín              | - | Sp. Libertad     |
| La Hidráulica           | - | Zenón Pereyra FC |
| Bochófilo Bochazo       | - | Atl. Esmeralda   |
| Libre: Atl. María Juana |   |                  |

| Atl. Esmeralda           | - | La Hidráulica    |
| Zenón Pereyra FC         | - | San Martín       |
| Sp. Libertad             | - | Sp. Santa Clara  |
| Dep. Josefina            | - | Atl. María Juana |
| Libre: Bochófilo Bochazo |   |                  |

| Atl. María Juana     | - | Sp. Libertad      |
| Sp. Santa Clara      | - | Zenón Pereyra FC  |
| San Martín           | - | Atl. Esmeralda    |
| La Hidráulica        | - | Bochófilo Bochazo |
| Libre: Dep. Josefina |   |                   |

| Bochófilo Bochazo    | - | San Martín       |
| Atl. Esmeralda       | - | Sp. Santa Clara  |
| Zenón Pereyra FC     | - | Atl. María Juana |
| Sp. Libertad         | - | Dep. Josefina    |
| Libre: La Hidráulica |   |                  |

| Dep. Josefina       | - | Zenón Pereyra FC      |
| Atl. María Juana    | - | Atl. Esmeralda        |
| Sp. Santa Clara     | - | Bochófilo Bochazo     |
| San Martín          | - | La Hidráulica Lehmann |
| Libre: Sp. Libertad |   |                       |

#### Goleadores - Zona Sur
| Pos | Jugadores           | Equipos           | Goles |
| --- | ------------------- | ----------------- | ----- |
| 1.º | Moyano Emilio       | Sp. Libertad      | 3     |
| 2.º | Taborda Maximiliano | La Hidráulica     | 3     |
| 3.º | Vélez Ismael        | Bochófilo Bochazo | 2     |
| 4.º | Pariani Diego       | Bochófilo Bochazo | 2     |
| 5.º | Mendoza Lautaro     | Dep. Josefina     | 2     |
| 6.º | Bellotti Bruno      | La Hidráulica     | 2     |
| 7.º | Peralta Jonatan     | San Martín        | 2     |